# Egyiptomi középbirodalom

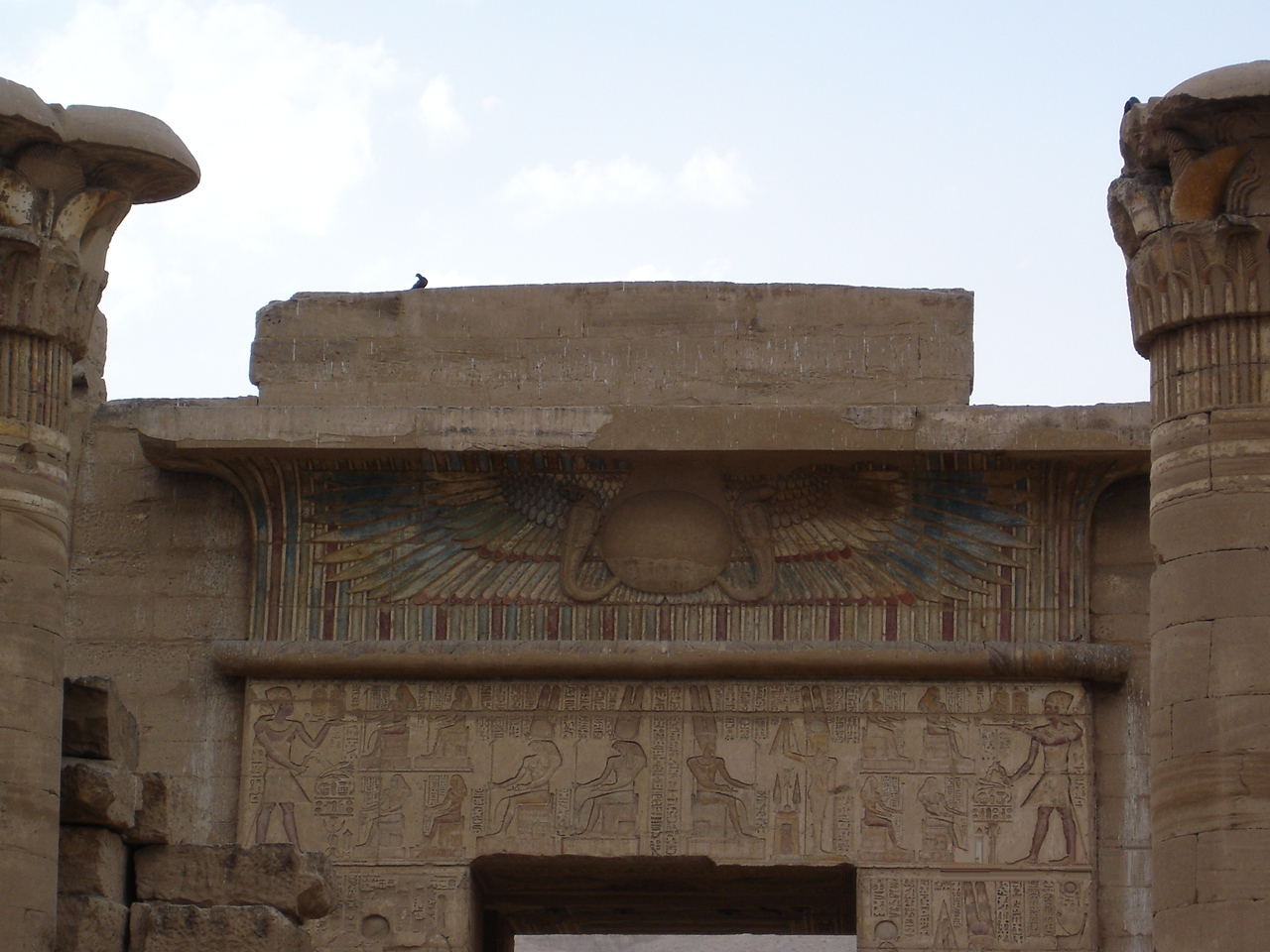
Théba: Ámon-templom

A középbirodalom az ókori Egyiptom történetében az első átmeneti kor utáni időszakot felölelő félezer éves korszak, melyben a XI-XIV. dinasztia uralkodói ültek a fáraói trónon.
Miután a XI. dinasztia első uralkodója, I. Montuhotep fáraó újraegyesítette Alsó- és Felső-Egyiptomot, a birodalom fővárosa ismét Théba lett. Az egyesítéssel létrejött a Középbirodalom, melynek kezdetét és végét az egyes források különbözőképpen jelölik meg i. e. 2160 és i. e. 1633 között. Ez idő alatt Egyiptom második nagy virágkorát élte. Az uralkodói hatalom a XII. dinasztia alatt megszilárdult a tartományi arisztokrácia hatalmának megtörésével. A XII. dinasztia alapítója, I. Amenemhat végrehajtotta a közigazgatás átalakítását, melynek során a főváros is átkerült a mai Listbe. Délen Egyiptom meghódította Núbiát a Nílus 2. kataraktájáig. A rézben gazdag Sínai-félsziget és Palesztina déli része is egyiptomi ellenőrzés alá került. Az északnyugati határnak az ellenséges líbiai törzsekkel szembeni biztosítása azonban nehézségeket okozott. Az ország kereskedelmi kapcsolatokat tartott fenn a mínoszi Krétával, amely ez idő tájt már magasan fejlett kultúrával rendelkezett, valamint Mezopotámiával.
A vallásban jelentős változást jelentett, hogy Ámon lett a főisten. A művészetek területén is élénk pezsgés volt, különösen a szobrászatban születtek a megelőző korokhoz képest újszerűbb alkotások. Ebben az időszakban virágzott fel az egyiptomi irodalom is. A korszaknak, s egyben a XIV. dinasztia uralkodásának a Szíria-Palesztina és Fönícia területéről érkező nyugati-sémi népcsoportok, a hükszoszok vetettek véget.

## Gazdasági fejlődés, politikai változások
A XI. dinasztia utolsó két királya továbbra is Thébát tekintette a fővárosának. Közülük a másodikat, Mentuhotep Nebtauirét a későbbi királylisták figyelmen kívül hagyták, feltehetően azért, mert törvénytelen uralkodónak tartották. Uralkodásuk idején az ország nagy részén építkezésekbe kezdtek. Kőfejtőket nyitottak meg, különösen Vádi-Hammamatban, és újra forgalmassá vált a Vörös-tenger felé vezető út. Mindez arra utal, hogy Egyiptom erős volt, jóllehet a politikai rend ekkor még nem bizonyult tartósnak. A külkereskedelem a fáraó monopóliuma volt. Az időszak uralkodói élénk tengeri kereskedelmet folytattak Krétával, az Égei-tenger szigetvilágával, Punt országával és Babilonnal. Papiruszt, élelmet és ékszereket cseréltek az Egyiptomban hiányzó javakért és luxuscikkekért. A mai Libanon területén lévő Bübloszból szállították Egyiptomba a faanyagot a hatalmas cédruserdőkből, ezenkívül bort, ezüstöt, rabszolgákat és egyéb javakat. A Sínai-félszigeten rezet és türkizt bányásztak. Núbia szolgáltatta a legtöbb aranyat, rezet, ametisztet és rabszolgát. A távoli déli vidékekről származó árucikkek: az ébenfa, elefántcsont, strucctollak és leopárdbőrök szintén Núbián keresztül jutottak el Egyiptomba.

A XI. dinasztia núbiai hadjáratai, Punt földjére indított expedíciói megalapozták a következő dinasztia tekintélyét az ország határain kívül is. I. Amenemhat (i. e. 1991-1962), a XII. dinasztia megalapítója külpolitikáját Mentuhotep Nebhepetré korábbi núbiai tevékenységére alapozta, s az uralkodásának utolsó éveiben személyes részvétele nélkül folytatott egymást követő hadjáratok eredményeképpen teljesen meghódították a második kataraktáig terjedő területet. E hadjáratokat I. Szenuszert (i. e. 1971-1926) vezette, akit egyes források Szenuszert néven említenek. Az I. Amenemhat és I. Szenuszert uralkodása közötti tízéves átfedés a társuralkodói intézmény kialakulását mutatja. A társuralom éveiben I. Szenuszert bizonyult aktívabbnak. I. Amenemhatot valószínűleg meggyilkolták, a saját háremében szőtt összeesküvés áldozata lett, mialatt fia éppen egy líbiai hadjáratban vett részt. Halálhírére fia, I. Szenuszert a hadjáratból hazasietett, s maga mellé vette fiát a trónra társuralkodónak, hogy megakadályozza a hasonló összeesküvéseket. A núbiai hadjáratokat I. Szenuszert is folytatta, hogy az ottani aranybányák működését biztosítsa. A líbiai törzseket féken tartották az időről időre ellenük indított expedíciók. Az ázsiai beduinok támadásai ellen fallal védekeztek a Nílus-delta keleti határán.

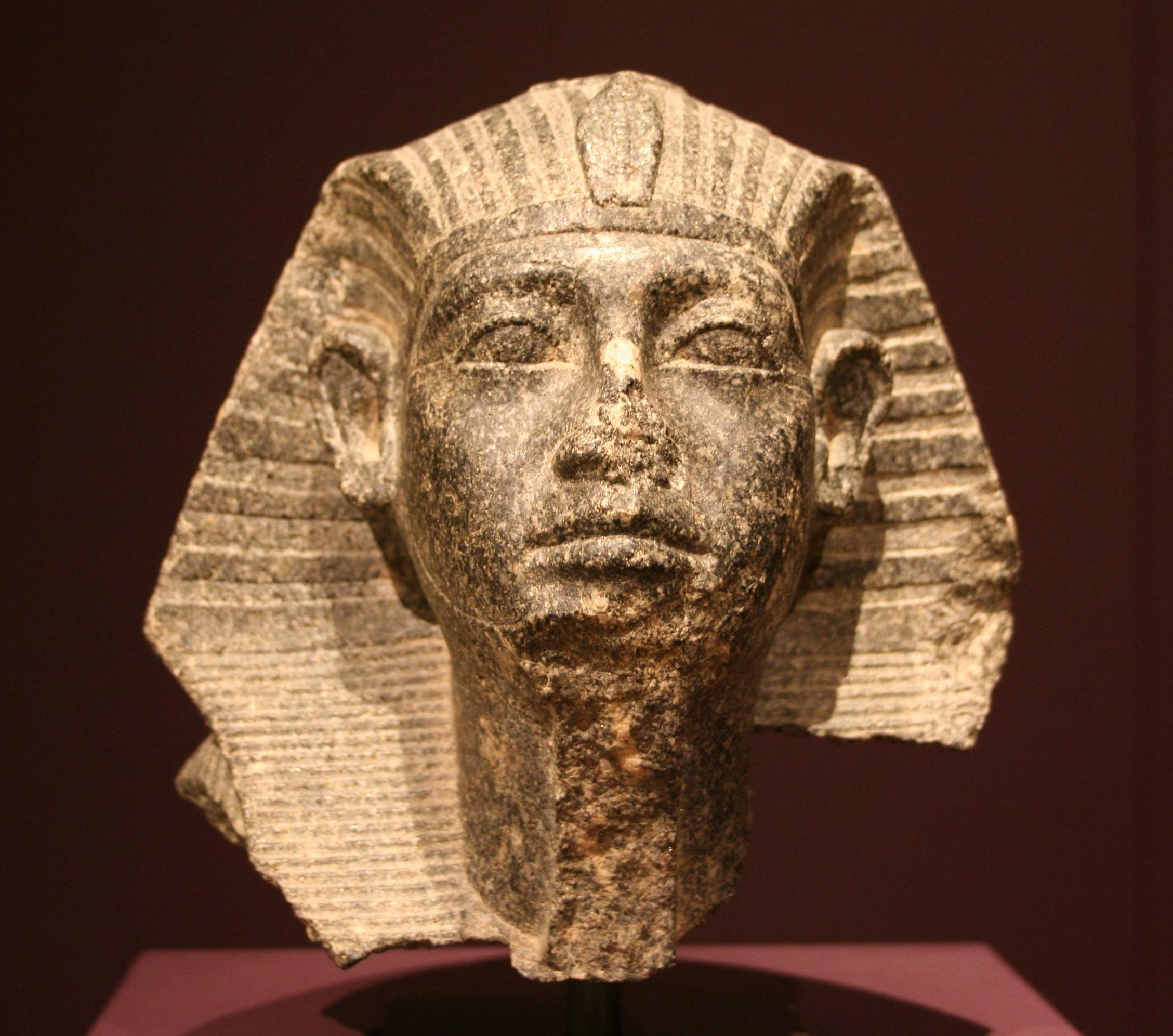
III. Szenuszert

III. Szenuszert a déli határokon erődöket emelt, Szíriában és Palesztinában újabb területeket hódított meg, így utódai idején a szír fejedelmek Egyiptom alávetett szövetségesei lettek. (Egyes források szerint a palesztin hadjárat nyilvánvalóan nem a terület meghódítását célozta, ám az biztos, hogy a terület a hadjáratok nyomán jelentős egyiptomi befolyás alá került.).
III. Amenemhat a hatalmas fajjumi oázisban nagyszerű öntözőrendszert építtetett. A Nílus áradásaival feltöltött Moerisz-tó és a folyó között csatornát építtetett, ami mentén újabb termékeny földekhez jutott. A vízállást pontosan nyilvántartották, a víz tárolására csatornákat és mesterséges tavakat alakítottak ki. Az árterületeket kataszterezték, a csatornák vizét vízemelő berendezésekkel juttatták fel a magasabban fekvő földekre. A partmenti völgyekben védősáncokat építettek a futóhomok ellen. Ez idő tájt lendült fel az üvegkészítés, a kézművesek céhszerű társulásokban egyesültek. Az arany általános értékmérő lett.

## A közigazgatás reformja

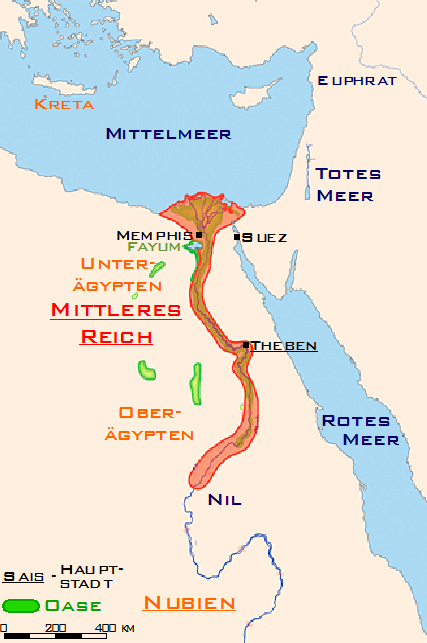
Egyiptom a Középbirodalom idején

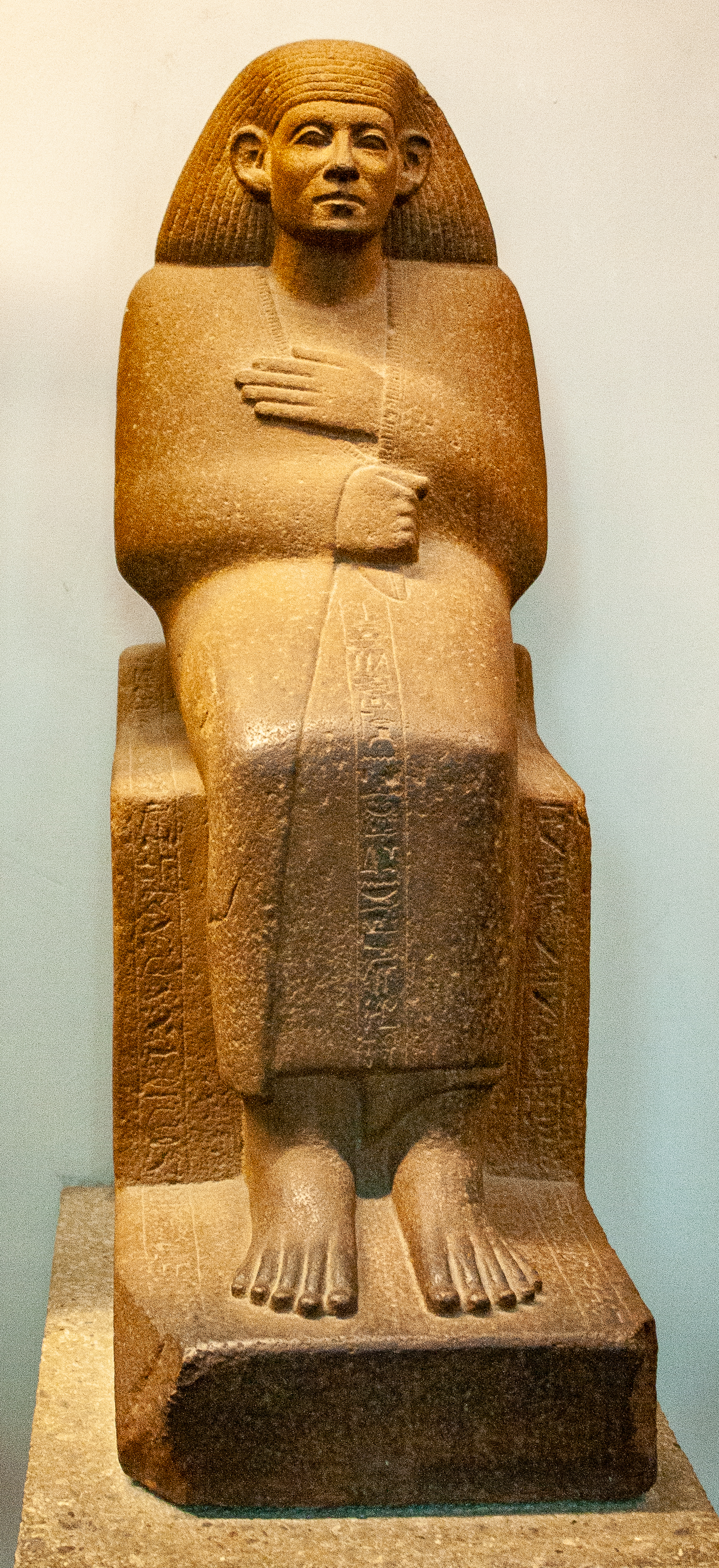
Egy hivatalnok szobra a Középbirodalom idejéből (British Museum)

A központi hatalom megszilárdítása megkövetelte, hogy az új dinasztia eltörölje a kormányzói rangok örökletességét, s újra visszanyerje régi hatalmát a vezíri méltóság. Mentuhotep Nebtauiré vezírje, Amenemhat valószínűleg ezt a körülményt tudta kihasználni a hatalom megszerzésére és a XII. dinasztia megalapítására. Azt azonban nem tudjuk, miként vette át a hatalmat. Annyit jegyeztek fel róla, hogy egy tekintélyes elephantinéi családból származott. I. Amenemhat az új dinasztia hatalmát nem a kormányzókkal szemben, hanem rájuk támaszkodva igyekezett megszilárdítani. A hatalmas nomarkhoszok támogatására nagy szüksége is volt, hisz Mentuhotep halálakor, i.e. 1991 körül újrakezdődtek a zavargások és éhínség is fenyegetett. I. Amenemhat, hogy kiküszöbölje a kormányzók között a rivalizálást, maga szabta meg a kormányzóságok határait. A királyi udvart és ezzel a birodalom közigazgatási központját Thébából áthelyezte Iti-Tauiba, a mai Listbe. Uralma alatt a kormányzók teljesítették kötelességeiket, behajtották a király számára járó adót, előállították a királyi munkák végzéséhez szükséges személyzetet éppúgy, mint a hadviseléshez a katonaságot, rendben tartották a csatornarendszert, gondoskodtak a földek megműveléséről. A XII. dinasztia fáraói folytatták, amit a dinasztia alapító elkezdett: a birodalomhoz csatolták Alsó-Núbiát, kiaknázták a Sínai és a keleti sivatag bányáit, s hatalmas erődítményeket , az északkeleti határon „királyi falat” építettek, hogy a Két Országot védelmezzék az esetleges hódítókkal szemben. E hatalmas, téglából emelt, 5-6 méter magas erődítményeknek köszönhetően katonák őrizték a sivatagok szárazsága által már amúgy is jól védett határokat. A helyőrségek állandóan szemmel tartották a beduinokat, bár időről időre beengedték őket a Delta-vidékre kereskedni, állatokat legeltetni.
Majd III. Szenuszert, a XII. dinasztia 5. fáraója teljesen átszervezte a királyi közigazgatást. Fontos reformokat vezetett be, amelyek lezárták azt a folyamatot, melyben a fáraók visszaszerezték a hatalmat a vidéki kormányzóktól. Hogy korlátozza az egyetlen vezír hatalmát, megosztotta a feladatkörét, s három miniszteri hivatalt alkotott: egyet Északnak, egyet Délnek és egyet a „Dél fejének” azaz Núbiának. Minden miniszter mellett egy előadó, egy helyettes előadó és egy tanács állt – ők döntöttek az ügyekről, s rendeleteiket továbbították a hivatalnokoknak, akik az írnokoknak parancsoltak. Ez a Középbirodalom nagy újítása: a nemesség egy nagyszámú, a királyi hatalom számára kevésbé veszélyes középosztály javára veszít befolyásából. A kormányzat jó munkájához nyilvánvalóan hozzájárult az új felfogás, amely szerint a király a jó pásztor, aki gondoskodik népe jólétéről.

## Változások a vallásban

Ré a napisten

Amenemhat, akárcsak a XII. dinasztia több uralkodója, Amon istentől származtatta a nevét. De már I. Mentuhotep is Amon védelme alatt vezette a hadjáratait, majd Théba fővárossá válása után, mivel a thébaiak helyi istene Amon volt, Amont azonosították a régi állami istenséggel Ré-vel, s így a birodalom legfőbb istenévé Amon-Ré lépett elő. A korszak vallási felfogása szerint a legfőbb isten minden ember számára teremtette a levegőt és a vizet, ami már magában foglalja azt a gondolatot, hogy minden ember egyenlő, hogy az isten számára többet ér az igaz ember jelleme, mint a gonosztevő ökör-áldozata. A sírokban a korábban szokásos fényűző falfestmények helyett, melyek a túlvilágon remélt élet jeleneteit ábrázolják, a halottak mellett egyre gyakrabban helyeztek el kis faszobrokat, melyek ugyanazt a célt szolgálták. Ezzel egyidőben egyre népszerűbb lett Ozirisz isten kultusza, aki az egyiptomiak hite szerint feltámadt halottaiból, és a hívőknek – függetlenül attól, gazdagok-e vagy szegények – földi életük igazságos elbírálását és a túlvilágon örök életet ígért. A király és alattvalóinak halála utáni teljes egyenjogúságáról alkotott elképzelés ezzel megfosztotta előkelőségétől a túlvilágba vetett hitet.

## Építészet, kulturális megújulás
A Középbirodalom korából csak nagyon kevés épület maradt fenn. Hérodotosz leírásából tudunk a Moirisz-tó partján épült királyi palotáról, melyet III. Amenemhat építtetett és a görögök labirintusnak neveztek el. A görög történetíró szerint a palota két emeletén háromezer helyiség volt. A szám alighanem túlzás, de a hatalmas épület bizonyára joggal nyűgözte le az i.e. VI. században odalátogató Hérodotoszt. Sajnálatos, hogy a XII. dinasztia uralkodói temetkezőhelyeiket sem építették az örökkévalóságnak, s így kevés nyoma maradt a kor elszórt maradványokból rekonstruálható fejlett építészetének. Ebben az időben ugyanis a lakóházak, s a királyok nyugvóhelyéül szolgáló piramisok építéséhez egyformán a téglát használták, ami nem állt ellen az idő múlásának. A nemesek kőbe vágott sírjaiban a falfestmények a halászat, vadászat, a mezei munkák, a játékok, ünnepségek korábbi korokból ismert képeit őrzik. A számos kőtemplomból csak egy maradt meg Fajjúm közelében.
A XII. dinasztia alatt az egyiptomi művészet és kultúra látványos fellendülésnek indult. Különösen sok szép szobor készült, s már akadtak szobrászok, akik a korábbi idealizált képmások helyett, egyéni vonásokkal faragták meg szobraikat. Ez a nyers realizmus, a tökéletes hasonlóságra való törekvés inkább az ország déli részén volt jellemző, míg északon őrizték a piramisépítők korszakának stílusát.
Az irodalmi művek közül az intelmek, a jóslatok és az elbeszélések virágzó irodalmi életről tanúskodnak. Ezek közül a legismertebbek: I. Amenemhat fáraó fiának írt intelmei egy palotaforradalom nyomán a hatalom gyakorlásának tapasztalatairól és az emberi hálátlanságról; Néferrohu jövendölései a megváltó érkezéséről Améni személyében, aki nem más, mint I. Amenemhat. A korról a legtöbb érdekes részlettel azonban alighanem a nagy képzelőerővel megírt elbeszélések szolgálnak, mint „A hajótörött története” vagy „Szinuhe elbeszélése”. A fentiek alapján jogosnak tűnik a következtetés, hogy a Középbirodalom idején az udvarban és az arisztokrácia körében újjászületett az intellektuális és kulturális élet.

## A hadsereg
Az Óbirodaloméhoz hasonlóan a Középbirodalom hadserege is gyalogosokból állt. Fegyverzetüket lándzsa, kard, buzogány, harci szekerce, íj és nyilak alkották. Védekezésül pajzsot használtak, páncélt nem viseltek. A fáraónak külön testőrsége és kis létszámú, hivatásos katonákból álló hadserege volt. Ha viszont egy hadjárathoz több emberre volt szükség, hivatalnokok járták be az országot, és összeírták a hadköteles férfiakat. Ez is része volt az uralkodónak járó kötelező szolgáltatásoknak.

## A Középbirodalom hanyatlása
Amikor a XII. dinasztia férfiágon kihalt, utolsó „királya” Szobeknoferuré (más néven Nefruszobk) hercegnő lett. Uralkodása alatt az ország továbbra is virágzott, de a királyon és a szigorú trónutódláson alapuló, központosított kormányzati rendszer összeomlott. A XIII. dinasztia királyait gyakran nem is fűzte össze rokoni kapcsolat, és csak rövid ideig uralkodtak: másfél évszázad alatt mintegy 70 fáraó váltotta egymást a trónon. Miután időről időre bizonyára trónkövetelők is felléptek, ebben a korszakban aligha lehet uralkodásról beszélni. Az ország azért maradt mindennek ellenére stabil, mert a királyok befolyása nagyon lecsökkent. Az ország legfontosabb embereivé a vezírek váltak. Elburjánzottak a különféle címek, minden bizonnyal a növekvő bürokrácia következtében.
Egyiptom még i. e. 1720 táján is csak keveset veszített hatalmából és tekintélyéből. Az ország jóléte még fokozódott is — legalábbis számos síremléket emeltek magánszemélyeknek. Mivel a királyi síremlékek száma csökkent, alighanem a vagyoni viszonyok kiegyenlítődtek valamelyest. Sok bevándorló érkezett Palesztinából. Többségüket az egyiptomi társadalom legalacsonyabb rétegei szívták fel, de legalább egyikük, Hendzser, Egyiptom királya lett. Mindez valószínűleg a Közel-Keleten az i. e. 1800 után megindult népességmozgások következménye volt. Ezek a bevándorlók voltak az előhírnökei annak a mozgásnak, amely végül a második átmeneti korban idegen uralkodókat juttatott hatalomra Egyiptomban. Ezt elősegítette, hogy a Delta-vidék nyugati részének néhány hercege elszakadt a birodalomtól, és megalapította a XIV. dinasztiát. A XIII. és a XIV. dinasztia fáraói alatt néhányszor egyidejűleg több kormány is létezett. A déli határokon az erődöket elhanyagolták, az ott állomásozó csapatok egyre függetlenebbé váltak, állandó helyi lakosokként telepedtek le, és Egyiptom elveszítette befolyását Núbia felett. A Közel-Keletről Egyiptomba áttelepült népcsoportok lassan megszerezték a Keleti Deltavidék városait, és a hükszoszok i. e. 1674-ben lerohanták a Deltát. Ezzel lezárult az ókori Egyiptom történelmének egy dicső korszaka, hogy átadja helyét a második átmeneti kornak.